# Aphrophila viridinervis
Aphrophila viridinervis is een tweevleugelige uit de familie steltmuggen (Limoniidae). De soort komt voor in het Neotropisch gebied.